# Las Capacheras
Las Capacheras es un yacimiento arqueológico situado en el término municipal de Archidona, en la provincia de Málaga, España.

## Situación
El yacimiento se encuentra enclavado al norte del curso bajo del río Guadalhorce, orientado hacia la depresión Intrabética por el norte y hacia los recursos de tránsito que facilita el mencionado colector fluvial por el sur, permitiendo comunicaciones rápidas, tanto con el hinterland andaluz como con el litoral malacitano, a través de los pasos que franquean las serranías calcáreas del Subbético malagueño.
Desde el punto de vista fisiográfico y de la geomorfología local, el yacimiento se sitúa en unos terrenos suavemente alomados, caracterizados por cierta horizontalidad que sólo se ve rota por el encajamiento de los sistemas de drenaje locales, pequeños riachuelos y arroyos. Es en este marco en el que se instaló en época ibérica un gran asentamiento fortificado, asimilable por su patrón a un gran oppidum que muestra unas férreas defensas, aunque en su ubicación también interviene cierto grado de ocultabilidad intencionada del asentamiento, emplazado sobre tres suaves elevaciones que configuran una depresión interior que sirvió de base a las estructuras de poder, trasformación y hábitat, permitiendo el control visual del entorno en todo su espectro geográfico, pasando relativamente desapercibido en una zona de antigua dehesa no exenta de espesura.

## Descripción
El oppidum se ubicó sobre tres elevaciones cuyas cotas superiores oscilan entre los 760 y los 780 m s. n. m., sirviendo sus cotas más elevadas para ubicar un potente sistema defensivo amurallado que prácticamente ha llegado hasta nuestros días completamente conservado. Estas elevaciones se disponen espacialmente con cierta orientación este-oeste, configurando la más septentrional de las mismas la cota más elevada y aparentemente constituyendo un auténtico espacio de acrópolis (en sentido etimológico de «ciudad alta») del asentamiento, de forma que, a su vez, es en su cima amesetada donde se puede rastrear con seguridad la mayor profundidad secuencial diacrónica del asentamiento, mostrando una serie material que, al menos, abarca desde el Calcolítico Pleno hasta bien entrado el Alto Imperio romano, con un máximo de ocupación en momento ibérico.
El perímetro de este yacimiento lo convierte en uno de los asentamientos de mayor extensión del actual marco provincial con dicha cronología. Al margen de la zona interna del poblado, definido en superficie por suelos profundos salpicados por abundantes restos de estructuras de mampostería, sin duda, el elemento más característico del yacimiento viene constituido por el imponente sistema poliorcético que configura su perímetro. Este sistema defensivo consta de un potente paño de muralla con una anchura media de dos a tres metros, jalonados a cortos intervalos por potentes torreones bastionados con plantas cuadrangulares y semicirculares que sobresalen del paramento exterior de los lienzos. Con toda seguridad se han identificado un número de 44 de estas estructuras plenamente conservadas y cuyas bases y alzados, al igual que sucede con los paños de la muralla, se conservan fosilizados por los glacis que conforman los taludes.
Otro aspecto de notable interés ha resultado la detección de, al menos, tres de las puertas del oppidum, abiertas en los tramos sur, este y oeste. Mientras que en el sector norte no se ha podido documentar ningún acceso, coincidiendo con el área de drenaje natural por escorrentía de superficie de la cubeta interna del poblado, circunstancia que ha incidido en la pérdida erosiva de una parte de los lienzos.
En los tres casos de acceso plenamente confirmados, el vano que facilita el tránsito al interior del recinto presenta traza de ingreso directo, con una anchura estimable que se sitúa en torno a los tres metros, jalonados por dos potentes torreones que defienden las jambas a izquierda y derecha. Otro hecho de notable interés es la conservación del antiguo camino original que facilita la entrada por la puerta más occidental y que recorre diagonalmente la ladera que se descuelga hasta el Arroyo de la Fuente de la Lana. Su uso continuado hasta la actualidad ha debido contribuir a su conservación, mostrando el trazado y la anchura apropiada para un camino carretero.
Desde el punto de vista estrictamente edilicio, el sistema defensivo se ha ejecutado completamente en mampostería, usando piedra local, caliza esparítica y travertínica, con menores volúmenes de calcarenita vacuolar. Los bloques de mampuesto no aparecen trabados, encajándose unos con otros a hueso en tendeles horizontales de espesores variables. El módulo constructivo resulta diferenciado en las zonas inferiores, que se anclan directamente sobre la roca caliza basal, o se inserta por cimentación rebajada en las margas del terreno, dependiendo de los tramos y de la naturaleza litológica de los sustratos geológicos basales.
Para los alzados, el módulo es ligeramente más reducido, con unas dimensiones de eje que repiten ritmos que oscilan entre los 0,40 y los 0,30 metros de ejes mayor y menor. En ningún caso se observan paramentos de corte ciclópeo o en los que pueda aludirse a la presencia de paramentos de sillarejo.
En el ámbito del asentamiento se ha localizado un frente de cantera con restos de actividad claramente identificables, donde todavía hoy se puede observar incluso la fábrica de sillares. Asociado a este frente, se encuentra una estructura emergente datable en época romana y que indica que la actividad de la cantera se desarrolló con probabilidad durante el periodo romano, aunque no se puede precisar el momento concreto del comienzo de su explotación.
Otra característica notable ha sido la presencia en el sector sur que conecta con la pista del Camino del Cortijo Tineo, de una ocupación extramuros durante la época romana, atestiguada por una notable concentración en superficie de materiales constructivos líticos y cerámicos (fragmentos de ladrillos y abundantes fragmentos de tégulas) que aparecen en asociación con cerámicas de almacenaje de tipo dolium. Esta observación se complementa con el hallazgo hacia el este de los restos de una tumba de inhumación, cuyo bastidor lateral, parcialmente conservado en superficie, se ha ejecutado con lajas ortostáticas.